# Lidia Pasqualini
Lidia Pasqualini (Sedegliano, 17 aprile 1920 – Torino, 13 maggio 2012) è stata un personaggio televisivo italiano, la prima annunciatrice televisiva della Rai in assoluto, attiva dagli studi di Torino e di Roma.

## Biografia
Frequentò, sempre nel capoluogo piemontese, la scuola di recitazione dell'EIAR, dove si insegnava recitazione e dizione. A 12 anni partecipò ad una trasmissione per ragazzi intitolata Il cantuccio dei bambini ed a 16 anni era spesso la piccola attrice nelle commedie per gli adulti. 

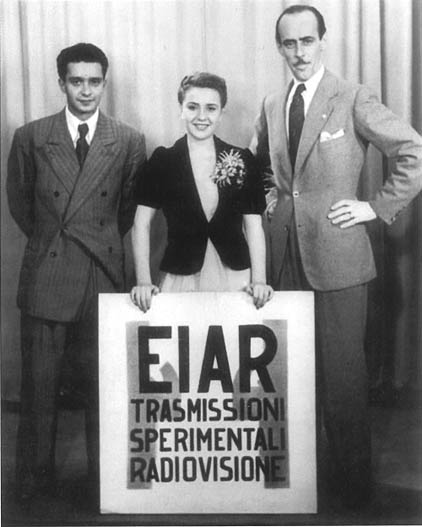
Vittorio Veltroni, Lidia Pasqualini e Niccolò Carosio nelle prime trasmissioni televisive EIAR (1939)

Iniziò assieme alle prime trasmissioni regolari con palinsesto della televisione anteguerra, detta Radiovisione, nel 1939 a Roma, esibendosi in numeri di musica, canto, danza, interviste e comicità. Tra i più importanti cantanti lirici, attori di prosa, comica e cantanti di musica leggera e operette con cui ha collaborato si ricordano Lia Origoni (che aveva prestato il suo viso espressivo per le prove preliminari della TV prima dell'inaugurazione ufficiale delle trasmissioni), Marcello Giorda, Trilussa, Luciano Folgore, Marichetta Stoppa, Marisa Vernati, Nena Corradi, Alberto Rabagliati, Nanda Primavera, Enzo Aita, Tito Angeletti, Germana Paolieri, Anna Maria Bottini, Lina Termini, Otello Boccalini, Gilberto Mazzi, Alfredo Clerici e Aldo Fabrizi. I bombardamenti alleati del 1942 distrussero gli studi televisivi Eiar sia a Roma che a Milano, città dalle quali venivano trasmessi i palinsesti, interrompendo per 12 anni le trasmissioni televisive in Italia e perciò Lidia Pasqualini tornò nella natìa Torino.
Nella sua città le trasmissioni ripresero nel 1949 da parte della Rai,  erede tecnologica dell'Eiar. Lidia si alternava con la collega Olga Zonca, attiva dagli studi Rai di Milano. 
Con la ripresa nel 1954 delle trasmissioni ufficiali da parte della Rai dopo l'interruzione della seconda guerra mondiale, venne sostituita a Torino da Maria Teresa Ruta, mentre a Milano arrivarono Fulvia Colombo e Marisa Borroni ed a Roma Nicoletta Orsomando ed Annie Ninchi.
Nel 1955 partecipò al film Il campanile d'oro, ispirato al celebre spettacolo radiofonico dell'epoca, condotto dalla stessa Pasqualini insieme con Enzo Tortora e Nunzio Filogamo.
Lidia Pasqualini è vissuta prevalentemente a Roma e a Torino, dove è morta nel 2012 all'età di 92 anni.
È sepolta nel cimitero monumentale di Torino.

## Programmi radiofonici Rai
- Gran gala, spettacolo musicale con l'orchestra di Armando Trovajoli, presentato da Lidia Pasqualini (1959)

- Buonanotte Europa, divagazioni turistico-musicali, programma Rai per gli italiani all'estero a cura di Lidia Pasqualini (anni '60-'70)